# Élection présidentielle américaine de 1992
 (octobre 2020).
Si vous disposez d'ouvrages ou d'articles de référence ou si vous connaissez des sites web de qualité traitant du thème abordé ici, merci de compléter l'article en donnant les références utiles à sa vérifiabilité et en les liant à la section « Notes et références ».
L'élection présidentielle américaine de 1992 est la 52e élection au suffrage universel indirect du président des États-Unis.
Elle a lieu dans une période de fort ralentissement économique marqué par l'essoufflement de douze années de reaganisme. Elle aboutit à la victoire du démocrate Bill Clinton, gouverneur de l'Arkansas, contre le président sortant, le républicain George H. W. Bush, ce dernier étant pénalisé par la présence d'un candidat conservateur, Ross Perot, homme d'affaires du Texas. Si Bill Clinton obtient une large majorité des grands électeurs (370 contre 168), il ne reçoit qu'une majorité relative des suffrages populaires soit 43 % des voix contre 37,4 % à George Bush et 19 % à Ross Perot. Ce dernier termine deuxième dans deux États, le Maine avec 30,44 %, et l'Utah avec 27,34 %. Un sondage au cours de la campagne l'avait même donné gagnant avec 39 %.
La participation électorale est en forte hausse après trois présidences républicaines.

## Conditions d'éligibilité
Ne peuvent se présenter, selon l'article II section première de la Constitution, que les citoyens américains:
- Américains de naissance ;
- âgés d'au moins 35 ans ;
- ayant résidé aux États-Unis depuis au moins 14 ans.

Depuis l'adoption du XXIIe amendement en 1947 par le Congrès et sa ratification en 1951, les anciens présidents qui ont déjà été élus deux fois ne sont plus éligibles.

## Contexte

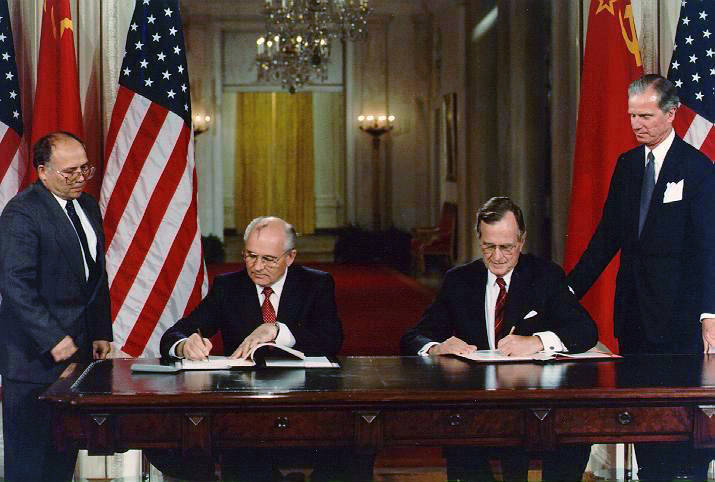
George Bush et Mikhaïl Gorbatchev en 1990.

George Bush a été le témoin au début de son mandat de la chute du mur de Berlin, de l'effondrement des régimes de l'Est puis de l'URSS et de la réunification allemande, marquant la victoire du monde capitaliste et l'émergence d'un nouvel ordre mondial.
Libérés de la menace soviétique, les États-Unis assument leur rôle de gendarme du monde en dépêchant un corps expéditionnaire à Panama pour y arrêter le général Noriega, coupable de trafic de drogues, puis en 1991 de diriger la plus grande coalition internationale depuis la guerre de Corée, pour libérer le Koweït qui avait été envahi par l'Irak de Saddam Hussein (Guerre du Golfe). Fort de ses succès extérieurs, d'un taux d'approbation supérieur à 80 % au milieu de l'année 1991, George Bush s'attend à une réélection facile. Néanmoins, sur le plan intérieur, l'économie est en récession, le niveau scolaire baisse, l'insécurité progresse, le nombre d'immigrés clandestins est en forte hausse, les minorités ethniques s'appauvrissent, les prestations sociales diminuent, les infrastructures se détériorent et George Bush, lors d'un accord avec le Congrès à majorité démocrate, manque à sa promesse électorale de ne pas augmenter les impôts. La campagne des primaires est ensuite notamment marquée par la hausse du chômage (7 % de la population) et par les émeutes de Los Angeles.

## Nominations

### Parti démocrate
Au vu de l'énorme popularité du président Bush au cours de l'année 1991, beaucoup de candidats potentiels ou attendus préfèrent laisser passer leur tour. Mario Cuomo, gouverneur de l'État de New York, ou Al Gore, sénateur du Tennessee, qui a déjà été candidat en 1988, renoncent ainsi à se présenter. De même, plusieurs notables de premier plan du parti démocrate, comme le représentant Lee Hamilton (Indiana), les sénateurs Daniel Patrick Moynihan (New York), Sam Nunn (Géorgie), Bill Bradley (New Jersey), Lloyd Bentsen (Texas), Jay Rockefeller (Virginie-Occidentale), Chuck Robb (Virginie) ou encore l'ancien gouverneur Buddy Roemer (Louisiane), déclinent toute ambition pour l'élection présidentielle de 1992.
D'autres candidats, moins en vue au sein du parti et que personne ne donne gagnant face à un président aussi populaire, se mettent sur les rangs clairsemés pour tenter d'obtenir la nomination démocrate. Trois d'entre eux se distinguent nettement : Bill Clinton, Paul Tsongas et Jerry Brown.

#### Candidats aux primaires

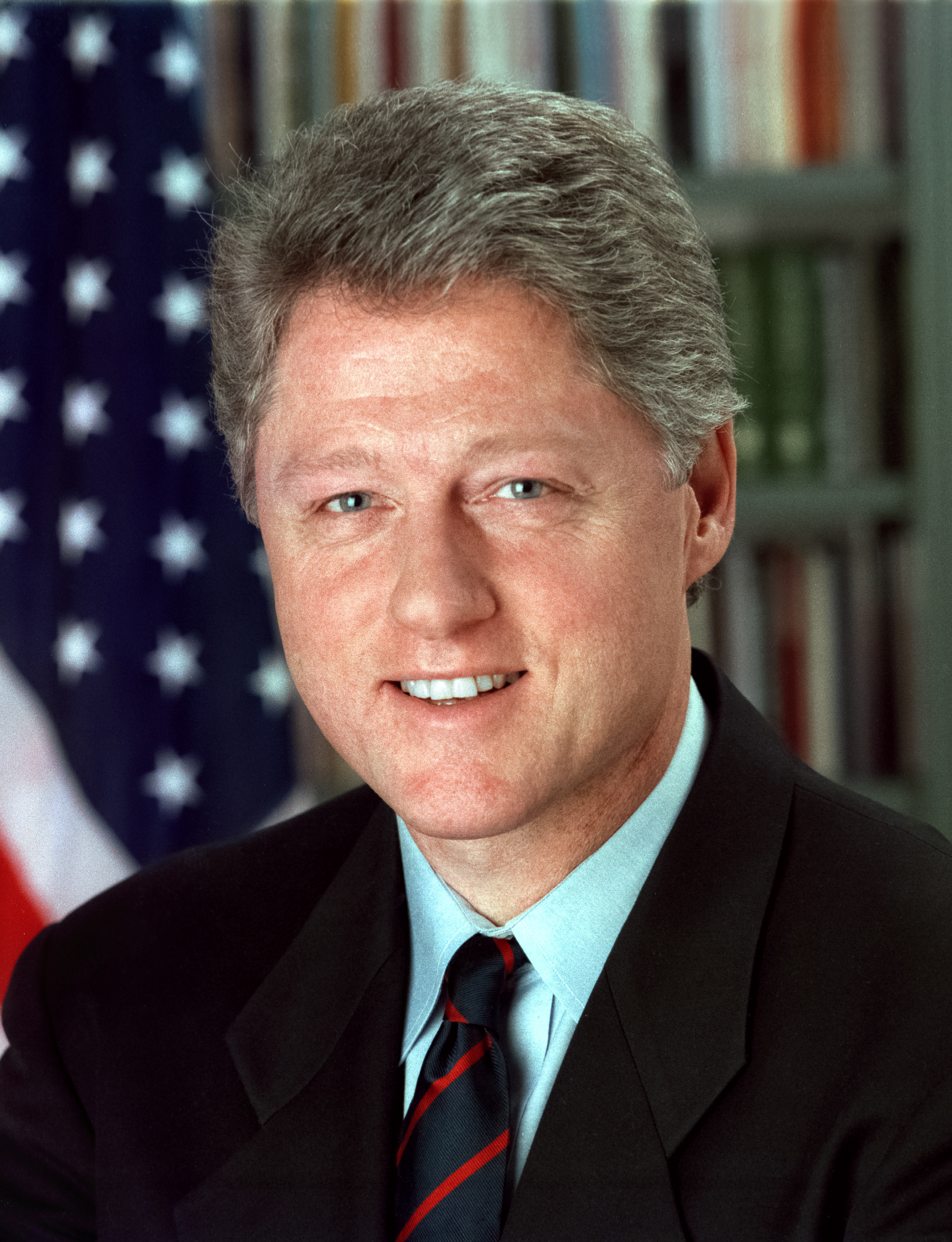
Bill Clinton, gouverneur de l'Arkansas
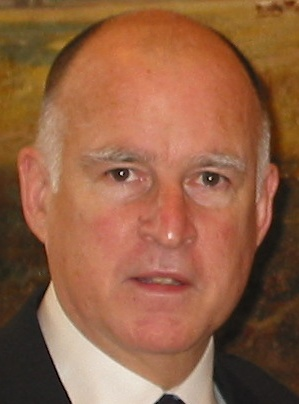
Jerry Brown, ancien gouverneur de Californie
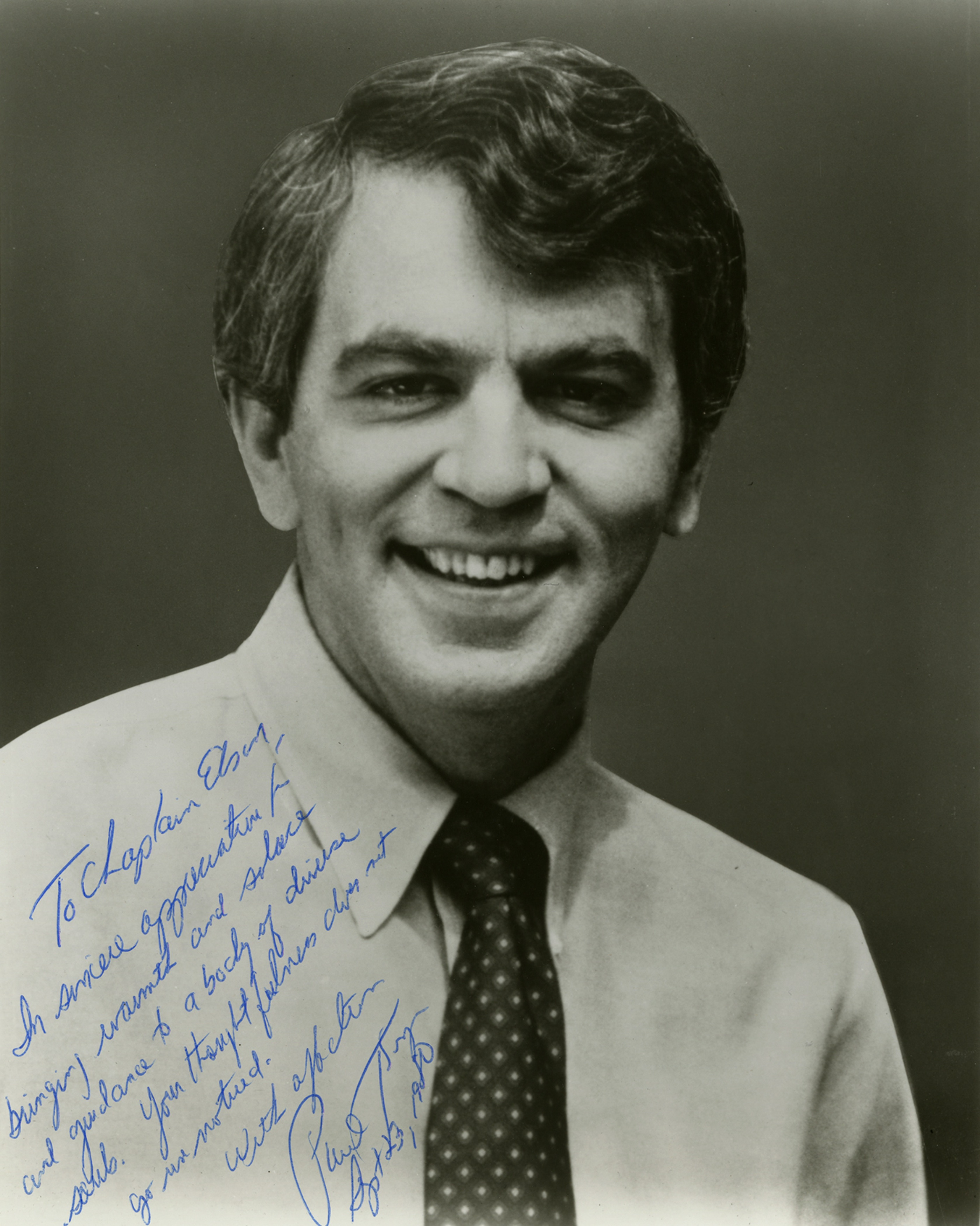
Paul Tsongas, ancien sénateur du Massachusetts
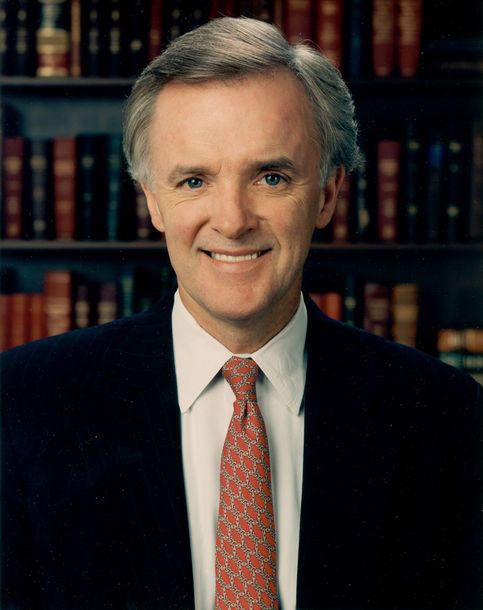
Bob Kerrey, sénateur du Nebraska
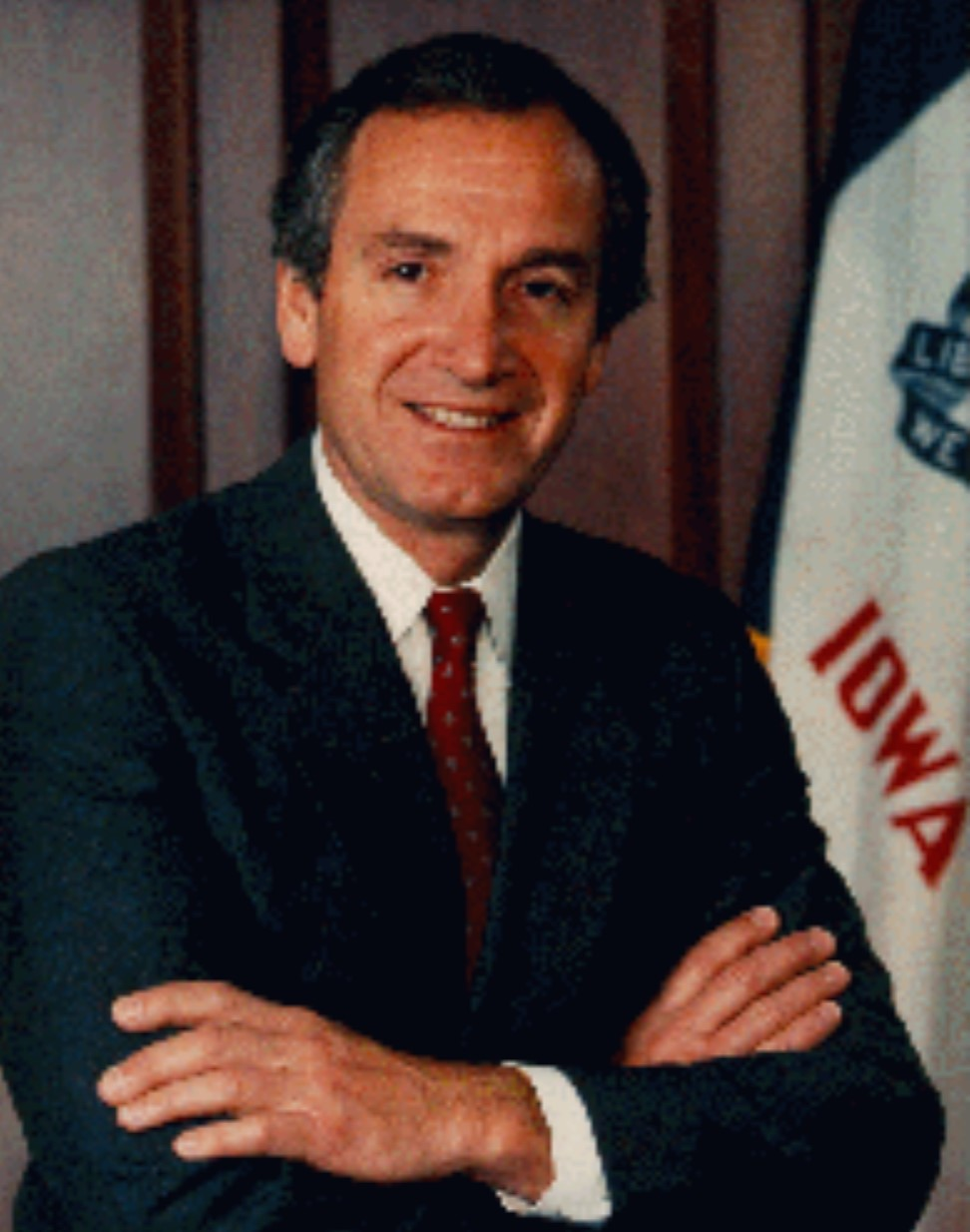
Tom Harkin, sénateur de l'Iowa
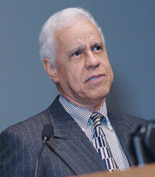
Douglas Wilder, gouverneur de Virginie

#### Primaires

Résultat des élections primaires démocrates
en bleu, les États remportés par Bill Clinton
en orange, les États remportés par Bob Kerrey
en vert, les États remportés par Paul Tsongas
en jaune, les États remportés par Jerry Brown
en pourpre, les États remportés par Tom Harkin

Bill Clinton est un Sudiste, gouverneur de l'un des États les plus conservateurs du pays. Il se positionne lui-même à droite du parti, se revendiquant comme un nouveau démocrate, c'est-à-dire un centriste. Nationalement, Bill Clinton est quasiment autant inconnu que ne l'était Jimmy Carter en 1976, juste avant qu'il ne se lance dans les primaires. La seule fois où il s'est fait remarquer auparavant, c'est en prononçant un discours passablement ennuyeux et long durant la convention démocrate de 1988 qui a abouti à la nomination de Michael Dukakis.
Après la victoire de Tom Harkin, sénateur de l'Iowa, lors du caucus de l'Iowa, la presse fait état d'une aventure extra-conjugale, pendant 12 ans, de Bill Clinton avec une femme nommée Gennifer Flowers. En 1988, la candidature de Gary Hart avait été compromise à la suite d'une affaire similaire, ce que ne manquent pas de faire remarquer les médias. Bill Clinton tente alors de limiter les dégâts politiques en se présentant devant les caméras avec son épouse Hillary Clinton. Paul Tsongas remporte l'élection primaire du New Hampshire mais, contre toute attente, Bill Clinton termine second alors que les médias estiment que sa carrière est terminée à cause des révélations. En fait, sa prestation lors de son intervention télévisée avec son épouse lui a permis de surmonter son premier scandale sexuel, ce qui lui vaut alors le surnom de « Comeback Kid ».
Clinton remporte ensuite les primaires du Super Tuesday et devient le candidat favori à la nomination, suivi de près par Jerry Brown, ancien gouverneur de Californie, qui s'impose de façon inattendue au Connecticut et au Colorado. Jerry Brown est un progressiste qui a le soutien de la gauche américaine, du cinéaste Michael Moore au journaliste Christopher Hitchens en passant par l'écrivain Gore Vidal.
Le 17 mars, les succès de Brown en Illinois et au Michigan obligent son concurrent le plus proche politiquement, Tsongas, à abandonner la course. Alors qu'il est en tête dans les sondages pour les primaires de l'État de New York et du Wisconsin, Brown commet une gaffe en annonçant à ses partisans qu'il envisage de nommer le révérend Jesse Jackson comme candidat à la vice-présidence. Jackson avait été mis cause lors de l'élection présidentielle de 1984 pour des remarques désobligeantes envers les habitants de New York mais aussi pour des propos antisémites. À la suite de cette annonce, les intentions de vote pour Brown s'effondrent et le 7 avril, Clinton l'emporte de justesse au Wisconsin (37 % contre 34 %) mais plus largement à New York (41 % contre 26 %).
Brown cesse de faire campagne dans les autres États mais ne retire pas sa candidature, se réservant pour la Californie. S'il l'emporte dans cet État, il prive en effet Clinton de la possibilité d'obtenir la nomination démocrate. Après un mois de campagne et plusieurs débats, Clinton remporte finalement la Californie avec 48 % des voix contre 41 % à Brown.
Au bout du compte, sur l'ensemble des élections primaires, Bill Clinton reçoit 52,01 % des voix contre 20,20 % à Jerry Brown et 18,14 % à Paul Tsongas. Il remporte 39 États contre 3 pour Brown et 6 pour Tsongas.

#### Convention démocrate

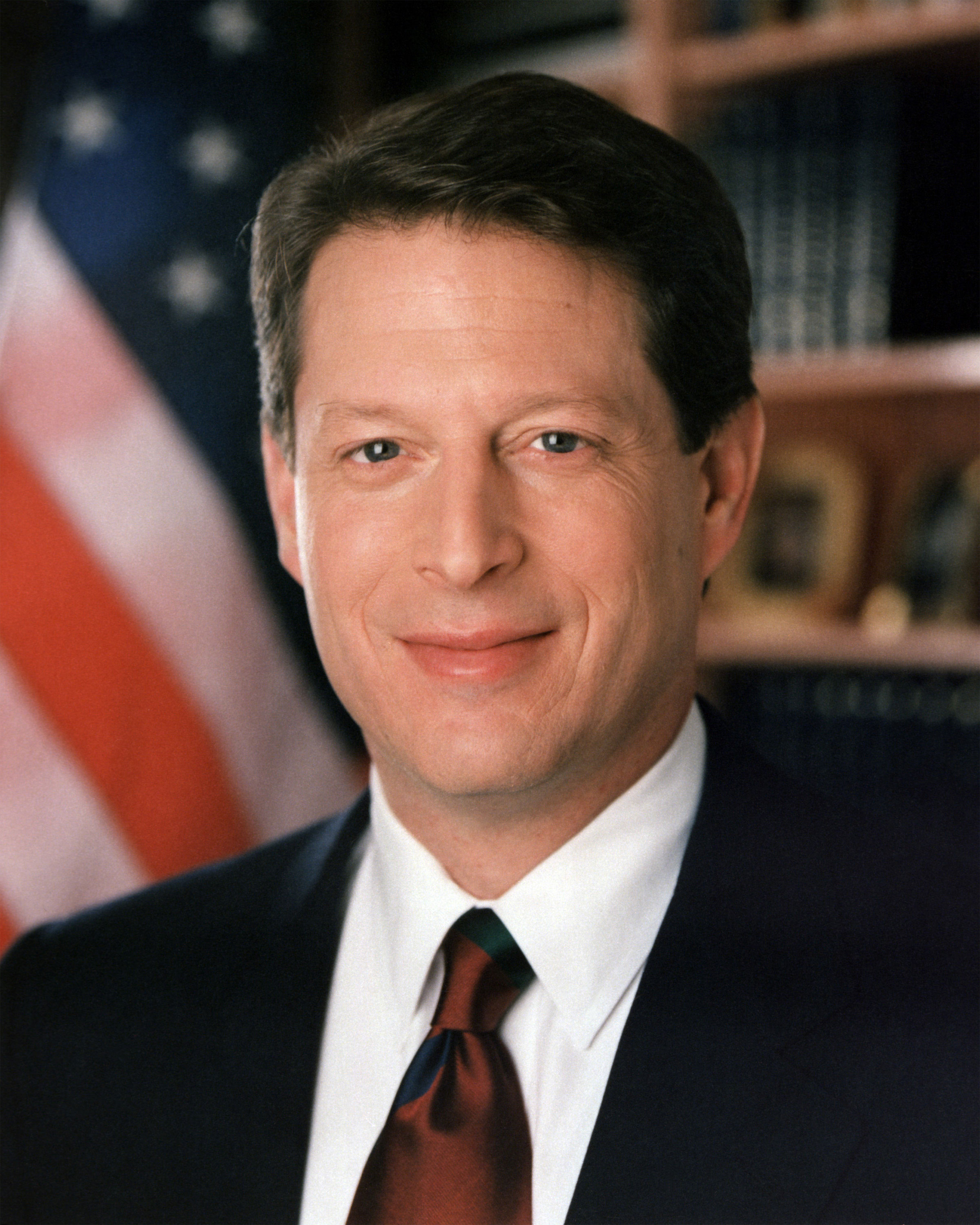
Al Gore, sénateur du Tennessee et candidat à la vice-présidence

La convention nationale démocrate se tient au Madison Square Garden de New York du 13 au 16 juillet 1992, quelques jours après que Bill Clinton a annoncé le nom de son colistier, Al Gore. Ce choix est une surprise car, rompant avec la tradition, Clinton a choisi un candidat qui lui ressemble au lieu d'un vice-président différent et complémentaire. Gore et Clinton sont en effet tous deux de la même génération, sudistes, politiquement centristes, et élus dans des États parmi les plus conservateurs du pays.
La convention est remarquée pour sa bonne organisation et l'absence de contestations ou de dissidences internes. Le gouverneur de Pennsylvanie, le démocrate conservateur Robert P. Casey, ne peut intervenir alors qu'il entend exprimer un plaidoyer en faveur du droit à la vie et contre l'avortement. Les démocrates apparaissent donc unis face au camp républicain et au président Bush, objet de toutes les attaques des intervenants.
En fin de compte, Bill Clinton reçoit 3 372 voix de délégués contre 596 à Jerry Brown, 289 à Paul Tsongas 289, 10 à Bob Casey (non candidat), 5 à Patricia Schroeder (non candidate), 3 à Larry Agran (en) (non candidat) et 1 à Al Gore (non candidat).
Dans son discours d'acceptation, Bill Clinton promet une « nouvelle alliance » à l'Amérique afin de mettre un terme à l'accroissement des écarts de revenus entre les plus riches et les plus pauvres. À la suite de cette convention, les sondages indiquent un bond sans précédent dans les intentions de vote en faveur du candidat démocrate, le faisant passer de 25 % au printemps à 55 % à la fin du mois de juillet.
La convention est également marquée par le succès de la chanson Don't Stop, de Fleetwood Mac, qui est reprise comme thème musical pour la campagne Clinton.

### Parti républicain

#### Candidats aux primaires

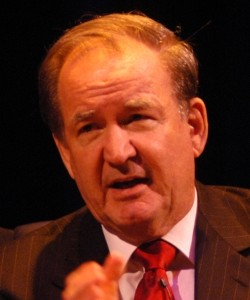
Pat Buchanan (Virginie, journaliste et conseiller politique des présidents Richard Nixon, Gerald Ford et Ronald Reagan, ancien rédacteur des discours du président Nixon
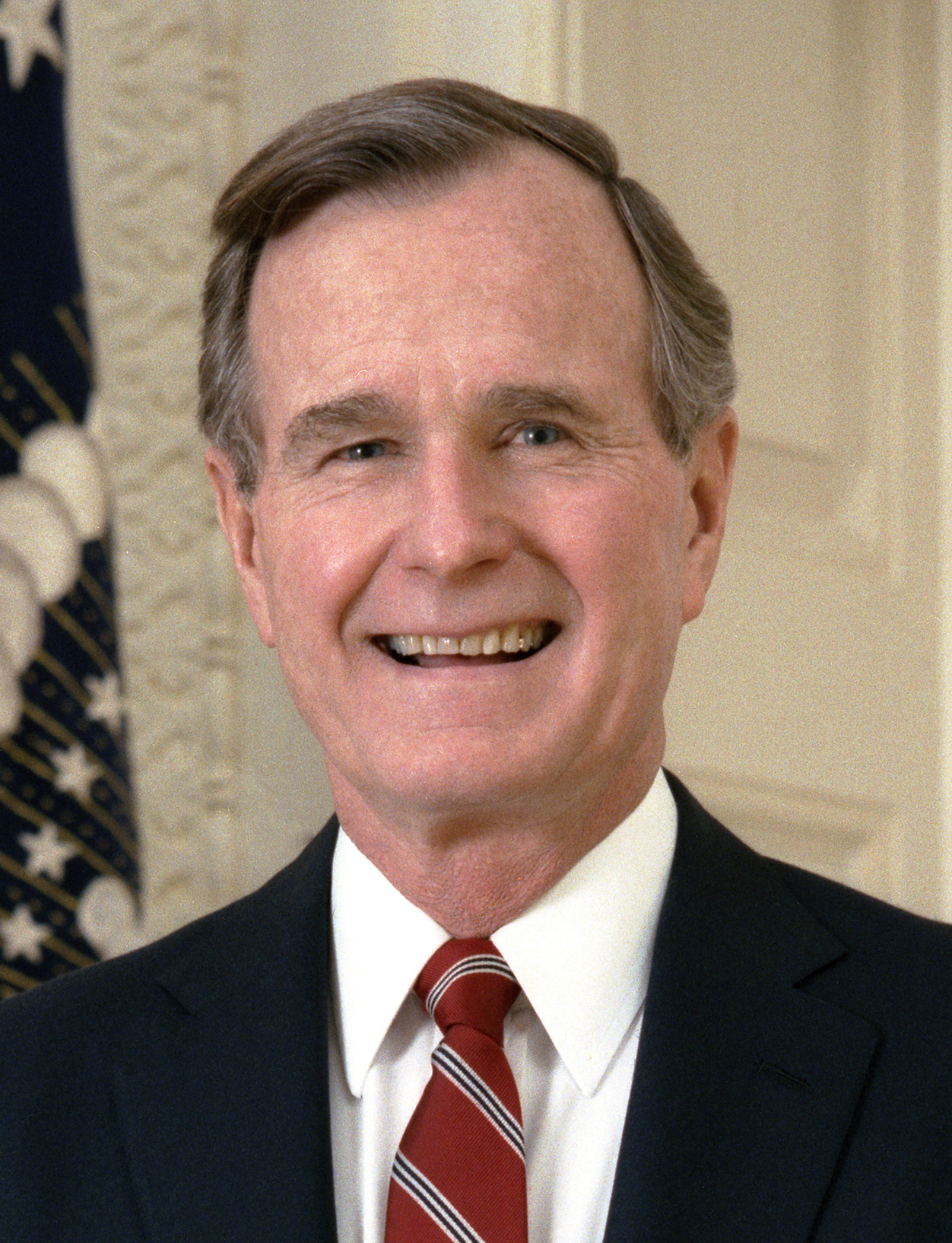
George H. W. Bush, Président des États-Unis
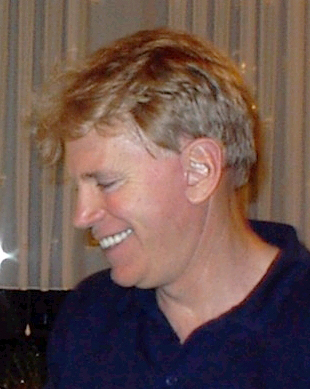
David Duke, ancien membre de la Chambre des représentants de Louisiane
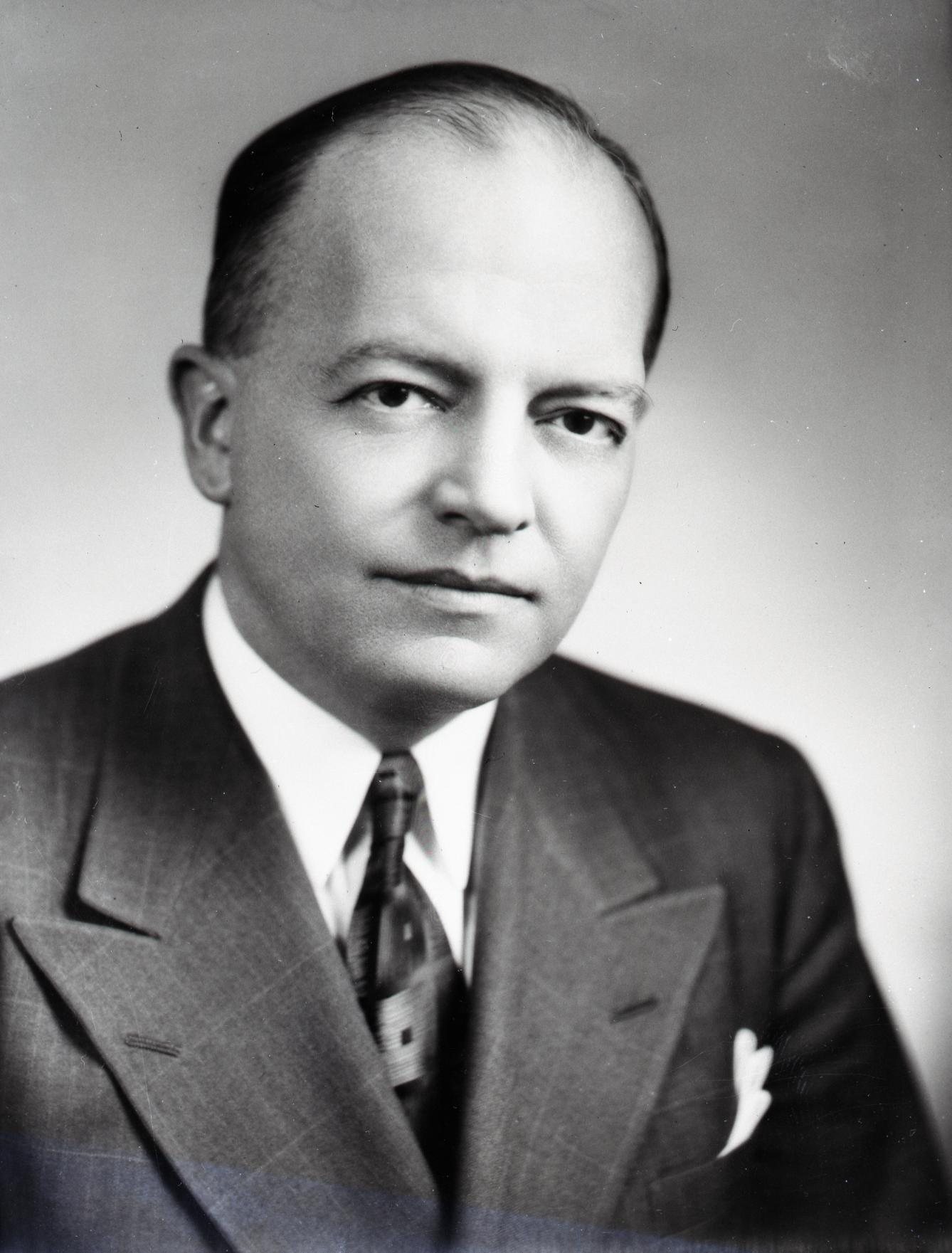
Harold Stassen, ancien gouverneur du Minnesota

#### Élections primaires
Les élections primaires républicaines, auxquelles concourt pour la dernière fois Harold Stassen, 85 ans, candidat multirécidiviste depuis 1948, sont marquées par la contestation dans les urnes de la candidature du président sortant par le conservateur Pat Buchanan. Ce dernier se fait le représentant d'un reaganisme intégral et d'une base qui n'a pas accepté le reniement de George Bush en matière fiscale. Celui-ci a promis en effet durant la campagne électorale de 1988 ne pas augmenter les impôts. Il a affirmé cette promesse durant son discours à la convention nationale en précisant « Lisez-sur mes lèvres : pas plus d'impôts » (« Read my lips, no more taxes »). Or, lors d'un accord global passé avec la majorité démocrate du Congrès, il a accepté d'augmenter les impôts. Cette promesse non tenue est au centre de la campagne de Buchanan. Au soir de l'élection de la primaire du New Hampshire, le président Bush l'emporte avec 58 % des voix. Ce résultat est cependant médiocre pour un président sortant, le score de Buchanan (40 %) démontrant l'existence d'une certaine défiance au sein de la base républicaine.
Bien qu'il soit impensable que Buchanan ne parvienne à s'imposer face à Bush, il maintient sa candidature et obtient chaque fois de meilleurs scores que prévu lors de chaque élection primaire, affaiblissant corrélativement le soutien à la candidature de George Bush. Ce dernier pâtit dans l'organisation de sa campagne de l'absence de Lee Atwater, l'artisan de sa victoire en 1988. Atwater est décédé d'un cancer foudroyant en 1991 alors qu'il a à peine 40 ans.
L'élection est aussi marquée par la présence de David Duke. Cet ancien chef du Ku Klux Klan a été candidat aux élections primaires démocrates en 1988 avant d'être le candidat du parti populiste. Puis il a changé d'affiliation politique, a rejoint les républicains et s'est fait élire à la chambre des représentants de Louisiane. Son score reste très marginal durant les élections primaires républicaines où il ne remporte que 0,94 % des voix.
En fin de compte, lors des élections primaires, Bush remporte 72,84 % des voix et la totalité des États, contre 22,96 % des voix à Pat Buchanan.
Résultats du vote populaire :
- George H. W. Bush (sortant) : 9 199 463 (72,84 %)
- Pat Buchanan : 2 899 488 (22,96 %)
- Unpledged : 287 383 (2,28 %)
- David Duke : 119 115 (0,94 %)
- Ross Perot : 56 136 (0,44 %)
- Pat Paulsen (en) : 10 984 (0,09 %)
- Maurice Horton : 9 637 (0,08 %)
- Harold Stassen : 8 099 (0,06 %)

#### Convention républicaine de Houston

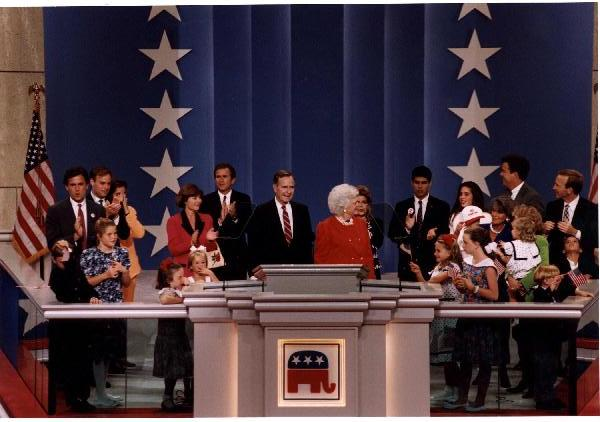
La famille Bush lors de la convention républicaine à Houston.
Le président George Bush père et son épouse Barbara.
En arrière-plan, leur fils George W. et leur belle-fille Laura

La convention nationale républicaine se tient du 17 au 20 août 1992 à l'Astrodome de Houston au Texas. Par 2 166 voix de délégués, elle reconduit George Bush comme candidat républicain à la présidence ainsi que Dan Quayle pour être celui à la vice-présidence ; 18 voix se reportent sur Pat Buchanan et une voix sur Alan Keyes.
C'est à cette occasion que l'ancien président Ronald Reagan prononce son dernier grand discours public.
La convention confirme l'ancrage à droite du Parti républicain par l'affirmation et la galvanisation des valeurs sociales conservatrices. Elle est symbolisée par le discours de Pat Buchanan sur la guerre des cultures. En même temps, le président du Comité national républicain, Richard Bond, définit le Parti républicain comme celui de l'Amérique, niant ce qualificatif pour les partisans du parti démocrate. Le discours de Buchanan, particulièrement médiatique, combatif et intransigeant, a notamment pour effet de faire basculer de nombreux républicains libéraux, centristes ou modérés vers les nouveaux démocrates de Bill Clinton. Parallèlement, elle ramène vers Bush de nombreux électeurs conservateurs, un temps séduits par la campagne de l'homme d'affaires Ross Perot, à ce moment-là hors course dans les sondages.
La convention donne de l'énergie à la base républicaine et redonne l'avantage dans les sondages au ticket Bush-Quayle.

### Autres partis

#### Ross Perot, candidat indépendant

Ross Perot

Inquiet, comme une partie du public américain, du déficit de la balance budgétaire fédérale et méfiant envers les politiciens professionnels, l'homme d'affaires multimillionnaire Ross Perot décide de se présenter, sur une ligne conservatrice et populiste, comme candidat indépendant à l'élection présidentielle.
Faisant feu de tous bois, Perot dénonce l'ALENA ou encore la dette publique et met en place une organisation financée par ses soins dans l'ensemble des 50 États. En juin 1992, les sondages lui accordent 39 % d'intentions de vote contre 31 % à Bush et 25 % à Clinton. Mais Perot entame sérieusement sa crédibilité en se retirant soudainement de la course présidentielle en juillet puis, après plusieurs semaines d'absence, en présentant à nouveau sa candidature.

#### Nominations des petits partis
Le Parti libertarien présente Andre Marrou (en), ancien membre de la Chambre des représentants de l'Alaska qui avait été candidat du parti à la vice-présidence en 1988. Nancy Lord (en) est sa colistière.
Le parti populiste présente cette fois la candidature de Bo Gritz, un vétéran du Viêt Nam.
Pour la seconde fois, la psychothérapeute Lenora Fulani (en) est la candidate du New Alliance Party (en), un mouvement féministe et socialiste. Le tandem, formé avec Maria Elizabeth Muñoz pour colistière, reçoit ensuite 73 622 voix, soit 0,07 % des suffrages.
L'U.S. Taxpayers Party présente pour la première fois un candidat en la personne du militant conservateur Howard Phillips. Avec son colistier Albion Knight, Jr., il reçoit 43 369 voix, soit 0,04 % des suffrages.
Le tout nouveau Parti de la loi naturelle présente le scientifique John Hagelin avec pour colistier Mike Tompkins. Le duo, présent dans 32 États, reçoit 39 000 voix, soit 0,04 % des suffrages.

## Campagne
Après les conventions, Clinton et Gore parcourent les États-Unis à bord d'un bus de campagne. De son côté, les stratèges républicains mettent en cause le caractère de Bill Clinton, les accusations d'infidélités le concernant, le fait qu'il a fumé de la marijuana (sans inhaler, comme le précise lui-même le candidat démocrate), son manque d'expérience en politique étrangère ou encore le fait qu'il n'a pas fait son service militaire au Viêt Nam. Toutefois, si les succès de la politique étrangère de George Bush ne sont pas remis en doute par les démocrates, c'est qu'ils préfèrent insister sur le mauvais état de l'économie (« It's the economy stupid »). Dans le même temps, la campagne de publicité négative des démocrates ne manque pas de rappeler la promesse non tenue de campagne de George Bush de ne pas augmenter les impôts.
Le retour de Ross Perot dans la campagne au mois de septembre est d'abord bien accueilli par l'équipe de campagne de Bush, en difficulté dans les intentions de vote face à Clinton. Les républicains pensent alors que Perot va diviser le camp de leurs opposants et n'hésitent pas à accepter que Perot participe aux débats présidentiels, ce qui ne s'est jamais produit par le passé. Lors de ces débats, Clinton accroît sa crédibilité alors que Bush se retrouve sous les feux croisés des deux autres candidats et fait également preuve d'impatience ou d'ennui en regardant sa montre durant l'une des interventions de Bill Clinton.
La campagne de Bush ne parvient pas à se relancer. L'absence de Lee Atwater n'est pas compensée par l'état de l'économie. De plus, la fin de la guerre froide ne favorise pas la cristallisation du vote conservateur sur le candidat républicain, d'autant plus que la personnalité de Bush, avec ses convictions modérées, que ce soit en matière fiscale ou sociale, n'en fait pas un candidat idéal pour les plus conservateurs. Alors que le Parti républicain se divise sur les questions intérieures, le camp démocrate s'unit derrière Bill Clinton qui parvient à souder tous les courants du parti derrière sa candidature, en dépit des antagonismes idéologiques entre la gauche, le centre et la droite du parti. Ainsi, pour s'assurer du soutien des modérés et des démocrates conservateurs, Clinton met en avant sa politique centriste de gouverneur de l'Arkansas et condamne les propos polémiques de Sister Souljah, une musicienne de rap qui a déclaré, après les émeutes raciales de Los Angeles, que « si chaque jour des Noirs tuent des Noirs, pourquoi pas une semaine pour tuer des Blancs ? ». Pour obtenir le soutien des progressistes du parti, Clinton évoque les politiques démocrates des années 1960, apportant son soutien aux causes sociales comme le droit des femmes à l'avortement, sujet qui n'est d'ailleurs pas du tout abordé par les candidats durant les débats.

## Résultats
| Inscrits                 | Inscrits                 | Inscrits                 | 189 044 000 |             |  |  |
| Abstentions              | Abstentions              | Abstentions              | 84 617 341  | 44,76 %     |  |  |
| Votants                  | Votants                  | Votants                  | 104 426 659 | 55,24 %     |  |  |
|                          |                          |                          |             |             |  |  |
| Bulletins enregistrés    | Bulletins enregistrés    | Bulletins enregistrés    | 104 426 659 |             |  |  |
| Bulletins blancs ou nuls | Bulletins blancs ou nuls | Bulletins blancs ou nuls | 0           | 0 %         |  |  |
| Suffrages exprimés       | Suffrages exprimés       | Suffrages exprimés       | 104 426 659 | 100 %       |  |  |
|                          |                          |                          |             |             |  |  |
|                          | Candidat                 | Parti                    | Suffrages   | Pourcentage |  |  |
|                          | Bill Clinton             | Parti démocrate          | 44 909 889  | 43,01 %     |  |  |
|                          | George H. W. Bush        | Parti républicain        | 39 104 550  | 37,45 %     |  |  |
|                          | Ross Perot               | Sans étiquette           | 19 743 821  | 18,91 %     |  |  |
|                          | Andre Marrou (en)        | Parti libertarien        | 291 628     | 0,28 %      |  |  |
|                          | Autres candidats         | -                        | 376 771     | 0,36 %      |  |  |

| Inscrits                 | Inscrits                 | Inscrits                 | 538       |             |  |  |
| Abstentions              | Abstentions              | Abstentions              | 0         | 0 %         |  |  |
| Votants                  | Votants                  | Votants                  | 538       | 100 %       |  |  |
|                          |                          |                          |           |             |  |  |
| Bulletins enregistrés    | Bulletins enregistrés    | Bulletins enregistrés    | 538       |             |  |  |
| Bulletins blancs ou nuls | Bulletins blancs ou nuls | Bulletins blancs ou nuls | 0         | 0 %         |  |  |
| Suffrages exprimés       | Suffrages exprimés       | Suffrages exprimés       | 538       | 100 %       |  |  |
|                          |                          |                          |           |             |  |  |
|                          | Candidat                 | Parti                    | Suffrages | Pourcentage |  |  |
|                          | Bill Clinton             | Parti démocrate          | 370       | 68,77 %     |  |  |
|                          | George H. W. Bush        | Parti républicain        | 168       | 31,23 %     |  |  |

## Analyse
George H. W. Bush obtient le plus faible score pour un président sortant depuis William Howard Taft en 1912. Bill Clinton l'emporte dans 32 États (soit 370 grands électeurs) contre 18 à George H. W. Bush (168 grands électeurs) ainsi que dans le District de Columbia. La victoire de Clinton marque le début d'un recentrage de la cartographie électorale aux États-Unis. La Nouvelle-Angleterre, qui fut la seule à résister au Parti démocrate pendant la Grande dépression, ainsi que la côte Ouest (hormis l'Alaska) et le Midwest basculent du côte des démocrates, tandis que le Parti républicain renforce ses positions dans les Rocheuses et au Texas. Le score élevé de Ross Perot conduit à ce que seul l'Arkansas n'accorde la majorité absolue à un candidat, tandis que George H. W. Bush ne finissait que troisième dans le Maine, où il possède pourtant une résidence secondaire à Kennebunkport. George H. W. Bush devint seulement le cinquième président non réélu pour un second mandat.